# 葡萄牙交通
葡萄牙擁有發達並且多樣化的交通網。葡萄牙公路網全長68,732公里，其中3,000公里是高速公路。葡萄牙本土還擁有里斯本、波爾圖和法魯3個國際機場。葡萄牙全國的鐵路網是由葡萄牙鐵路負責提供運營全國鐵路系統服務是由葡萄牙鐵路提供。葡萄牙主要的海港包括萊索斯、阿威羅、菲蓋拉達福什、里斯本、塞圖巴爾、錫尼什和法魯。此外里斯本和波爾圖擁有捷運交通系統。